# حاجی‌آباد (کیار)
حاجی‌آباد، روستایی از توابع بخش مرکزی شهرستان کیار در استان چهارمحال و بختیاری ایران است.

## جمعیت
این روستا در دهستان کیارغربی قرار دارد و براساس سرشماری مرکز آمار ایران در سال ۱۳۸۵، جمعیت آن ۶۴۰ نفر (۱۵۱خانوار) بوده‌است.